# Биг (острво, Кимирут)
Острво Биг (енгл. Big Island) је једно од острва у канадском арктичком архипелагу. Острво је у саставу Нунавута, канадске територије. 
Површина износи око 756 km².
Острво је ненасељено.